# Az Austin és Ally epizódjainak listája
Az alábbi táblázat a Disney Channel Austin és Ally című sorozatának epizódjait sorolja fel.

## Évados áttekintés
| Évad | Évad | Epizódok | Eredeti sugárzás  | Eredeti sugárzás     | Magyar sugárzás   | Magyar sugárzás    |
| Évad | Évad | Epizódok | Évadpremier       | Évadfinálé           | Évadpremier       | Évadfinálé         |
| ---- | ---- | -------- | ----------------- | -------------------- | ----------------- | ------------------ |
|      | 1    | 19       | 2011. december 2. | 2012. szeptember 9.  | 2013. május 11.   | 2014. április 4.   |
|      | 2    | 26       | 2012. október 7.  | 2013. szeptember 29. | 2014. április 6.  | 2015. március 22.  |
|      | 3    | 22       | 2013. október 27. | 2014. november 23.   | 2015. március 28. | 2016. január 31.   |
|      | 4    | 20       | 2015. január 18.  | 2016. január 10.     | 2016. április 2.  | 2016. december 14. |

## Epizódok

### 1. évad
| #   | Eredeti cím                   | Magyar cím                        | Rendezte              | Írta                             | Eredeti premier     | Magyar premier       |
| --- | ----------------------------- | --------------------------------- | --------------------- | -------------------------------- | ------------------- | -------------------- |
| 1.  | Rockers & Writers             | Rockerek és szerzők               | Shelley Jensen        | Kevin Kopelow & Heath Seifert    | 2011. december 2.   | 2013. május 11.      |
| 2.  | Kangaroos & Chaos             | Kenguru és káosz                  | Shelley Jensen        | Kevin Kopelow & Heath Seifert    | 2011. december 4.   | 2013. május 11.      |
| 3.  | Secrets & Songbooks           | Titkok és daloskönyvek            | Shelley Jensen        | Eric Friedman                    | 2011. december 11.  | 2013. május 18.      |
| 4.  | Zaliens & Cloud Watchers      | Zűrlények és felhőlesők           | Shelley Jensen        | Rick Nyholm                      | 2012. január 8.     | 2013. május 25.      |
| 5.  | Bloggers & Butterflies        | Bloggerek és pillangók            | Shelley Jensen        | Kevin Kopelow & Heath Seifert    | 2012. január 15.    | 2013. június 1.      |
| 6.  | Tickets & Trashbags           | Jegyek és szemeteszsákok          | Adam Weissman         | Samantha Silver & Joey Manderino | 2012. január 22.    | 2013. június 29.     |
| 7.  | Managers & Meatballs          | Menendzserek és húsgombócok       | Adam Weissman         | Wayne Conley                     | 2012. január 29.    | 2013. július 20.     |
| 8.  | Club Owners & Quinceaneras    | Klub tulajok és szülinapok        | Eric Dean Seaton      | Samantha Silver & Joey Manderino | 2012. február 19.   | 2013. augusztus 10.  |
| 9.  | Deejays & Demos               | DJ-k és demók                     | Roger S. Christiansen | Steve Freeman & Aaron Ho         | 2012. február 26.   | 2013. szeptember 2.  |
| 10. | World Records & Work Wreckers | Világrekordok és pocsék munkaerők | Phill Lewis           | Kevin Kopelow & Heath Seifert    | 2012. március 4.    | 2013. szeptember 2.  |
| 11. | Songwriting & Starfish        | Dalszerzés és csillaghalak        | Eric Dean Seaton      | Eric Friedman                    | 2012. március 11.   | 2013. szeptember 14. |
| 12. | Soups & Stars                 | Levesek és csillagok              | Shannon Flynn         | Wayne Conley                     | 2012. március 25.   | 2013. október 12.    |
| 13. | Burglaries & Boobytraps       | Tolvajok és csapdák               | Shelley Jensen        | Steve Freeman & Aaron Ho         | 2012. április 15.   | 2013. október 19.    |
| 14. | myTAB & My Pet                | Sorban állás és házi kedvencek    | Phill Lewis           | Rick Nyholm                      | 2012. április 22.   | 2013. november 2.    |
| 15. | Filmmaking & Fear Breaking    | Filmesek és fóbiák                | Roger S. Christiansen | Rick Nyholm                      | 2012. május 20.     | 2013. november 13.   |
| 16. | Diners & Daters               | Büfék és a becsajozás             | Shelley Jensen        | Steve Freeman & Aaron Ho         | 2012. június 17.    | 2013. november 27.   |
| 17. | Everglades & Allygators       | Vakáció és aligátorok             | Shelley Jensen        | Clay Lapari                      | 2012. július 1.     | 2013. december 21.   |
| 18. | Successes & Setbacks          | Siker és némaság                  | Shelley Jensen        | Samantha Silver & Joey Manderino | 2012. augusztus 19. | 2013. december 7.    |
| 19. | Albums & Auditions            | Album és meghallgatás             | Eric Dean Seaton      | Kevin Kopelow & Heath Seifert    | 2012. szeptember 9. | 2014. április 4.     |

### 2. évad
| #   | Eredeti cím                              | Magyar cím                                         | Rendezte            | Írta                             | Eredeti premier      | Magyar premier       |
| --- | ---------------------------------------- | -------------------------------------------------- | ------------------- | -------------------------------- | -------------------- | -------------------- |
| 1.  | Costumes & Courage                       | Jelmezek és bátorság                               | Shelley Jensen      | Rick Nyholm                      | 2012. október 7.     | 2014. április 6.     |
| 2.  | Back-ups & Break-ups                     | Átverés és szakítás                                | Shelley Jensen      | Kevin Kopelow & Heath Seifert    | 2012. október 14.    | 2014. április 13.    |
| 3.  | Magazines & Made-Up Stuff                | Csöpp riporter és kamu hobbi                       | Shelley Jensen      | Samantha Silver & Joey Manderino | 2012. október 28.    | 2014. április 20.    |
| 4.  | Parents & Punishments                    | Jótékonyság és átverés                             | Shelley Jensen      | Steve Freeman & Aaron Ho         | 2012. november 4.    | 2014. április 27.    |
| 5.  | Crybabies & Cologne                      | Bőgőmasinák és kölni                               | Shelley Jensen      | Luisa Leschin                    | 2012. november 11.   | 2014. május 4.       |
| 6.  | Austin & Jessie & Ally All Star New Year | Austin és Jessie és Ally és a sztárok szilvesztere | Bob Koherr          | Wayne Conley                     | 2012. december 7.    | 2014. december 12.   |
| 7.  | Ferris Wheels & Funky Breath             | Óriás kerék és büdi száj                           | Shelley Jensen      | Steve Freeman & Aaron Ho         | 2013. január 13.     | 2014. május 11.      |
| 8.  | Girlfriends & Girl Friends               | Barátnők és barát nők                              | Shelley Jensen      | Samantha Silver & Joey Manderino | 2013. január 27.     | 2014. május 18.      |
| 9.  | Campers & Complications                  | Táborozók és bonyodalmak                           | Adam Weissman       | Rick Nyholm                      | 2013. február 17.    | 2014. május 25.      |
| 10. | Chapters & Choices                       | Merész lépések és választások                      | Adam Weissman       | Kevin Kopelow & Heath Seifert    | 2013. február 24.    | 2014. július 13.     |
| 11. | Partners & Parachutes                    | Társak és ejtőernyők                               | Eric Dean Seaton    | Kevin Kopelow & Heath Seifert    | 2013. március 17.    | 2014. július 20.     |
| 12. | Freaky Friends & Fan Fiction             | Varázsírógép és testcsere                          | Eric Dean Seaton    | Rick Nyholm                      | 2013. április 7.     | 2014. szeptember 13. |
| 13. | Couples & Careers                        | Párok és karrierek                                 | Eric Dean Seaton    | Teresa Ingram                    | 2013. május 5.       | 2014. szeptember 20. |
| 14. | Spas & Spices                            | Fürdő és csípős csili                              | Adam Weissman       | Luisa Leschin                    | 2013. május 19.      | 2014. szeptember 27. |
| 15. | Solos & Stray Kitties                    | Szóló számok és kóbor macskák                      | Shelley Jensen      | Samantha Silver & Joey Manderino | 2013. június 2.      | 2014. október 12.    |
| 16. | Boy Songs & Badges                       | Dalszerzés és jelvény                              | Eric Dean Seaton    | Kevin Kopelow & Heath Seifert    | 2013. június 8.      | 2014. október 18.    |
| 17. | Tracks & Troubles                        | Felvételek és gubancok                             | Sean Lambert        | Steve Freeman & Aaron Ho         | 2013. június 23.     | 2014. október 25.    |
| 18. | Viral Videos & Very Bad Dancing          | Vírus videók és béna táncok                        | Shannon Flynn       | Luisa Leschin                    | 2013. július 14.     | 2014. november 1.>   |
| 19. | Tunes & Trials                           | Dal lopás és tárgyalás                             | Shelley Jensen      | Samantha Silver & Joey Manderino | 2013. július 19.     | 2015. február 1.     |
| 20. | Future Sounds & Festival Songs           | A jövő hangjai és fesztivál dalok                  | Shelley Jensen      | Francisco Angones & Amy Higgins  | 2013. július 28.     | 2015. február 8.     |
| 21. | Sports & Sprains                         | Sport és sérülés                                   | Shelley Jensen      | Wayne Conley                     | 2013. augusztus 4.   | 2015. február 15.    |
| 22. | Beach Bums & Bling                       | Letűnt sztár és csillogás                          | Sean Lambert        | Wayne Conley                     | 2013. augusztus 11.  | 2015. február 22.    |
| 23. | Family & Feuds                           | Családok és viszályok                              | Craig Wyrick-Solari | Rick Nyholm                      | 2013. szeptember 1.  | 2015. március 7.     |
| 24. | Moon Week & Mentors                      | Moon-hét és mentorok                               | Ken Ceizler         | Steve Freeman & Aaron Ho         | 2013. szeptember 15. | 2015. március 8.     |
| 25. | Real Life & Reel Life                    | Valóság és film                                    | Shelley Jensen      | Samantha Silver & Joey Manderino | 2013. szeptember 22. | 2015. március 15.    |
| 26. | Fresh Stars & Farewells                  | Új kezdet és búcsú                                 | Shelley Jensen      | Kevin Kopelow & Heath Seifert    | 2013. szeptember 29. | 2015. március 22.    |

### 3. évad
| #   | Eredeti cím                       | Magyar cím                              | Rendezte            | Írta                                                                          | Eredeti premier      | Magyar premier       |
| --- | --------------------------------- | --------------------------------------- | ------------------- | ----------------------------------------------------------------------------- | -------------------- | -------------------- |
| 1.  | Road Trips & Reunions             | Repterek és találkozások                | Shelley Jensen      | Kevin Kopelow & Heath Seifert                                                 | 2013. október 27.    | 2015. március 29.    |
| 2.  | What Ifs & Where's Austin         | Mi lett volna ha és hol van Austin?     | Shelley Jensen      | Rick Nyholm                                                                   | 2013. november 3.    | 2015. április 18.    |
| 3.  | Presidents & Problems             | Ezüst cipellő és az elnök               | Shelley Jensen      | Meg DeLoatch                                                                  | 2013. november 10.   | 2015. április 19.    |
| 4.  | Beach Clubs & BFFs                | Strandklub és legjobb barátok           | Sean Lambert        | Samantha Silver & Joey Manderino                                              | 2013. november 24.   | 2015. április 26.    |
| 5.  | Mix-Ups & Mistletoes              | Keveredés és fagyöngy                   | Adam Weissman       | Rick Nyholm                                                                   | 2013. december 1.    | 2015. december 11.   |
| 6.  | Glee Clubs & Glory                | Kórus és dicsőség                       | Shelley Jensen      | Meg DeLoatch                                                                  | 2014. január 19.     | 2015. május 3.       |
| 7.  | Austin & Alias                    | Austin és Alias                         | Jon Rosenbaum       | Steve Freeman & Aaron Ho                                                      | 2014. január 26.     | 2015. május 10.      |
| 8.  | Princesses & Prizes               | Hercegnők és árverések                  | Eric Dean Seaton    | Rick Nyholm                                                                   | 2014. február 9.     | 2015. május 17.      |
| 9.  | Cupids & Cuties                   | Kupidók és szép lányok                  | Eric Dean Seaton    | Kevin Kopelow & Heath Seifert                                                 | 2014. március 9.     | 2015. május 24.      |
| 10. | Critics & Confidence              | Kritikusok és önbizalom                 | Shannon Flynn       | Steve Freeman & Aaron Ho                                                      | 2014. március 16.    | 2015. május 31.      |
| 11. | Directors & Divas                 | Direktorok és dívák                     | Laura James         | Történet: Samantha Silver & Joey Mandarino Teleplay: Aaron Ho & Steve Freeman | 2014. április 13.    | 2015. július 4.      |
| 12. | Hunks & Homecoming                | Helyes country sztár és flotta          | Adam Weissman       | Steve Freeman & Aaron Ho                                                      | 2014. június 22.     | 2015. július 25.     |
| 13. | Fashion Shows & First Impressions | Divatbemutató és első benyomások        | Craig Wyrick-Solari | Samantha Silver & Joey Mandarino                                              | 2014. június 29.     | 2016. január 9.      |
| 14. | Fanatics & Favors                 | Megszállottak és szívességek            | Sean Lambert        | Samantha Silver & Joey Mandarino                                              | 2014. július 13.     | 2015. július 18.     |
| 15. | Eggs & Extraterrestrials          | Tojások és földönkívüliek               | Shelley Jensen      | Calum Worthy                                                                  | 2014. július 27.     | 2016. január 16.     |
| 16. | Proms & Promeises                 | Sulibál és ígéretek                     | Jean Sagal          | Kevin Kopelow & Heath Seifert                                                 | 2014. augusztus 10.  | 2016. január 10.     |
| 17. | Last Dances & Last Chances        | Utolsó táncok és utolsó esélyek         | Jon Rosenbaum       | Kevin Kopelow & Heath Seifert                                                 | 2014. augusztus 24.  | 2016. január 17.     |
| 18. | Videos & Villians                 | Videók és túszejtés                     | Craig Wyrick-Solari | Amelia Sims                                                                   | 2014. szeptember 21. | 2015. szeptember 19. |
| 19. | Beauties & Bullies                | Szépségek és rémségek                   | Rich Correll        | Kevin Kopelow & Heath Seifert                                                 | 2014. szeptember 28. | 2015. július 11.     |
| 20. | Horror Stories & Halloween Scares | Horror sztorik és halloweeni riogatások | Rich Correll        | Jay Dyer                                                                      | 2014. október 5.     | 2015. október 27.    |
| 21. | Records & Wrecking Balls          | Első album és buldózer                  | Ken Ciezler         | Rick Nyholm                                                                   | 2014. október 12.    | 2016. január 24.     |
| 22. | Relationships & Red Carpets       | Kapcsolatok és vörösszőnyeg             | Shelley Jensen      | Rick Nyholm                                                                   | 2014. november 23.   | 2016. január 31.     |

### 4. évad
| #   | Eredeti cím                         | Magyar cím                        | Rendezte            | Írta                             | Eredeti premier      | Magyar premier     |
| --- | ----------------------------------- | --------------------------------- | ------------------- | -------------------------------- | -------------------- | ------------------ |
| 1.  | Buzzcuts & Beginnings               | Kényszerszünet és új kezdet       | Shelley Jensen      | Kevin Kopelow & Heath Seifert    | 2015. január 18.     | 2016. április 2.   |
| 2.  | Mattress Stores & Music Factories   | Matrac vagy zenegyár?             | Shelley Jensen      | Kevin Kopelow & Heath Seifert    | 2015. január 25.     | 2016. április 9.   |
| 3.  | Grand Openings & Great Expectations | Nagy megnyitó és nagy elvárások!  | Eric Dean Seaton    | Samantha Silver & Joey Mandarino | 2015. február 8.     | 2016. április 16.  |
| 4.  | Seniors & Señors                    | Végzősök és egy majdnem végzős    | Eric Dean Seaton    | Steve Freeman & Aaron Ho         | 2015. február 15.    | 2016. április 23.  |
| 5.  | Homework & Hidden Talents           | Házifeladat és rejtett tehetségek | Craig Wyrick-Solari | Heath Seifert & Keven Kopelow    | 2015. március 28.    | 2016. április 30.  |
| 6.  | Duos & Deceptions                   | Duók és csalások                  | Jean Sagel          | Samantha Silver & Joey Mandarino | 2015. április 19.    | 2016. május 7.     |
| 7.  | Wedding Bells & Wacky Birds         | Esküvői harangok és fura madarak  | Adam Weissman       | Rachel McNevin                   | 2015. május 3.       | 2016. május 14.    |
| 8.  | Karaoke & Kalamity                  | Karaoke és pánik                  | Shelley Jensen      | Aaron Ho & Steve Freeman         | 2015. június 14.     | 2016. május 21.    |
| 9.  | Mini-Me's & Muffin Baskets          | Kicsi én és muffin kosarak        | Shelley Jensen      | Samantha Silver & Joey Mandarino | 2015. június 21.     | 2016. május 28.    |
| 10. | Dancers & Ditzes                    | Táncosok és díjátadók             | Adam Weissman       | Kevin Kopelow & Heath Seifert    | 2015. július 12.     | 2016. május 27.    |
| 11. | Mysteries & Meddling Kids           | Retro és rejtély                  | Laura James         | Steve Freeman & Aaron Ho         | 2015. július 26.     | 2016. június 4.    |
| 12. | Comebacks & Crystal Balls           | Visszatérés és kristálygolyók     | Craig Wyrick-Solari | Jeny Quine                       | 2015. augusztus 9.   | 2016. június 11.   |
| 13. | Burdens & Boynado                   | Boynado és egyéb bosszantások     | Shelley Jensen      | Samantha Silver & Joey Manderino | 2015. augusztus 23.  | 2016. október 9.   |
| 14. | Bad Seeds & Bad Dates               | Rossz kölyök és pocsék randi      | A. Laura James      | Jeny Quine                       | 2015. szeptember 20. | 2016. október 8.   |
| 15. | Scary Spirits & Spooky Stories      | Rémes szellemek és Rémtörténetek  | Andy Fickman        | Garron Ma                        | 2015. október 4.     | 2016. október 31.  |
| 16  | Rejection & Rocket Ships            | Elutasítás és rakéta              | Raini Rodriguez     | Rachel McNevin                   | 2015. november 8.    | 2016. október 15.  |
| 17. | Cap and Gown & Can't Be Found       | Ballagás és elveszett könyv       | D.W. Moffett        | Jeny Quine                       | 2015. november 22.   | 2016. október 22.  |
| 18. | Santas & Surprises                  | Mikulás és meglepik               | Jean Sagal          | Wayne Conley                     | 2015. december 6.    | 2016. december 14. |
| 19. | Musicals & Moving On                | Musical és útkeresés              | Craig Wyrick-Solari | Aaron Ho & Steve Freeman         | 2016. január 10.     | 2016. október 29.  |
| 20. | Duets & Destiny                     | Duettek és Sorsok                 | Shelley Jensen      | Heath Seifert & Kevin Kopelow    | 2016. január 10.     | 2016. október 29.  |